# لاسكو أندونوفسكي
لاسكو أندونوفسكي مواليد 15 يونيو 1991 في رسنه، هو لاعب كرة يد مقدوني يلعب كوسط مدافع. مثل منتخب مقدونيا لكرة اليد.